# استیپان لامزا
استیپان لامزا (کرواتی: Stjepan Lamza; ۲۳ ژانویهٔ ۱۹۴۰ – ۱۲ ژانویهٔ ۲۰۲۲) بازیکن فوتبال اهل جمهوری فدرال سوسیالیستی یوگسلاوی بود.
از باشگاه‌هایی که در آن بازی کرده‌است می‌توان به باشگاه فوتبال دینامو زاگرب، باشگاه فوتبال سجستا، باشگاه فوتبال زاگرب، و باشگاه فوتبال رییکا اشاره کرد.
وی همچنین در تیم ملی فوتبال یوگسلاوی بازی کرده‌است.